# Acrotomodes
Acrotomodes es un género de polillas de la familia Geometridae, descrita por primera vez por el lepidopterólogo inglés William Warren en 1895 y se puede encontrar ampliamente distribuidas en Asia. 

## Descripción
Las especies de este género tienen alas anteriores alargadas con la costa sinuosa en las hembras y cóncava antes del ápice pero casi recta en los machos. El margen posterior de las alas es arqueado, más pronunciado en las hembras, donde también presenta una hendidura debajo del ápice. El ángulo anal lo tienen bien marcado. Las alas posteriores son triangulares, ambos ángulos bien marcados y el margen posterior apenas curvado.
Las antenas son pectinadas en ambos sexos, menos pronunciadas en las hembras. La frente es plana los palpos cortos, curvados hacia arriba cerca de la cara, probóscide presente. Las tibias posteriores de los machos ligeramente engrosadas, con dos pares de espolones desiguales.

## Especies
- Acrotomodes amplificata Dognin, 1924
- Acrotomodes bola Druce, 1892
- Acrotomodes borumata Schaus, 1901
- Acrotomodes casta Prout, 1910
- Acrotomodes chiriquensis Schaus, 1901
- Acrotomodes cretinotata Dognin, 1902
- Acrotomodes croceata Warren, 1905
- Acrotomodes erodita Debauche, 1937
- Acrotomodes hemixantha Prout, 1910
- Acrotomodes hepaticata Warren, 1895
- Acrotomodes hielaria Schaus, 1901
- Acrotomodes leprosata Warren, 1907
- Acrotomodes lichenifera Warren, 1904
- Acrotomodes nigripuncta Warren, 1897
- Acrotomodes nigroapicata Dognin, 1924
- Acrotomodes olivacea Bastelberger, 1908
- Acrotomodes polla Druce, 1892
- Acrotomodes puma Warren, 1895
- Acrotomodes sporadata Warren, 1905
- Acrotomodes unicolor Warren, 1906